# 里维耶尔
里维耶尔（法語：Rivières，法語發音：[ʁivjɛʁ] ⓘ）是法国夏朗德省的一个市镇，属于昂古莱姆区。

## 地理
里维耶尔（45°45'10"N, 0°21'43"E）面积21.54 平方千米，位于法国新阿基坦大区夏朗德省，该省份为法国西部内陆省份，北起德塞夫勒省和维埃纳省，东临上维埃纳省，东南至多尔多涅省，南至多爾多涅省，西接滨海夏朗德省。
与里维耶尔接壤的市镇（或旧市镇、城区）包括：阿格里、布里、莱潘、塔波纳-弗勒里尼亚克、昂古莱姆地区拉罗什富科。

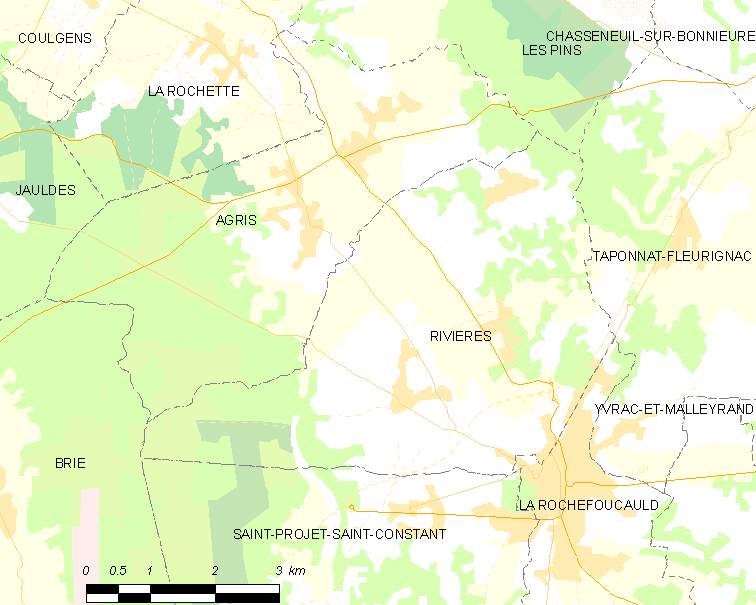
里维耶尔的OSM定位图

里维耶尔的时区为UTC+01:00、UTC+02:00（夏令时）。

## 行政
里维耶尔的邮政编码为16110，INSEE市镇编码为16280。

## 政治
里维耶尔所属的省级选区为塔杜瓦尔河谷县。

## 人口

1962-2008年间里维耶尔人口变化图示

里维耶尔于2022年1月1日时的人口数量为2023人。